# Kap Agulhas fyr
Kap Agulhas fyr är en 
fyr på Kap Agulhas på Sydafrikas sydkust omedelbart öster om den afrikanska kontinentens sydligaste punkt.
Fyren, som är den tredjeäldsta i Sydafrika och den nästäldsta i drift efter Green Point fyr, tändes första gången år 1849. Den är 27 meter hög och byggd av sandsten och omges av en fyrvaktarbostad. Tornet är vitmålat med två breda vågräta, röda band och lanterninen på toppen är vit. Fyrapparaten är försedd med en fresnel-lins av första storleken och avger en blixt var femte sekund. Lysvidden är 30 sjömil.
Den första fyrlyktan eldades med kol och fårtalg. Den byttes ut mot en oljelampa år 1905 och i mars 1910 försågs fyrapparaten med en fresnel-lins. År 1936 elektrifierades fyren.
Fyren togs ur drift år 1968 då tornet bedömdes osäkert men  renoverades och togs åter i drift år 1988. Den gränsar till Agulhas nationalpark och utsågs år 2016 till 
Historic Civil Engineering Landmark av American Society of Civil Engineers.
Fyrplatsen är öppen och fyren kan besökas mot en avgift. Det är 71 trappsteg upp till toppen. I den forna fyrvaktarbostaden finns en restaurang och ett museum.